# Strippaggio
In chimica, lo strippaggio (o stripping) consiste nel trasferimento di un gas disciolto in un liquido dalla fase liquida a quella gassosa.
Esempi tipici di strippaggio sono l'eliminazione dell'ossigeno molecolare O2, anidride carbonica e di altri gas dalle acque destinate alla produzione di vapore o anche dalla distillazione del petrolio nel rimuovere frazioni volatili.
In questi casi si tratta il liquido in una colonna a piatti priva di condensatore e ribollitore. L'alimentazione è immessa dal piatto di testa, la portata del gas, che risale dal fondo colonna, proviene da una corrente di un componente inerte. Nel caso di prodotti petroliferi si usa solitamente vapor d'acqua, ma è possibile utilizzare anche altri gas.

## Determinazioni del numero di stadi necessari
Il trasferimento di materia si ottiene mettendo in contatto due componenti dove la tendenza del sistema sarà quella di spostarsi verso l'equilibrio ad una velocità tanto maggiore quanto più se ne è lontani.
In questo sistema per determinare il numero di stadi necessari alla separazione si usa il metodo grafico analogo a quello di McCabe e Thiele.
Nel primo si opera con rapporti molari anziché con frazioni molari poiché si ha trasferimento di materia solo verso la fase vapore e la portata totale molare non potrà rimanere costante.
Y = quantità di sostanza di A in fase vapore / quantità di vapore di acqua
X = quantità di A in fase liquida / quantità di B in fase liquida
A rappresenta il componente volatile da strippare, B rappresenta il componente in maggiore quantità in fase liquida, che non si trasferisce in fase vapore.
Il bilancio di materia del componente più volatile sarà:
F·Xi + V·Yi = F·Xu + V·Yu
in cui:
- F·Xi rappresenta la quantità di sostanza alimentata del componente A
- F·Xu rappresenta la quantità di A uscente con il liquido
- V·Yi rappresenta la quantità di A entrante con il vapore
- V·Yu rappresenta la quantità di A uscente con il vapore
- F rappresenta la quantità di B entrante (uguale alla quantità di B uscente)
- V rappresenta la quantità di vapore entrante (uguale alla quantità di vapore uscente)

## Altri utilizzi del termine
Il termine strippaggio si utilizza anche nel campo della degustazione degli olii di oliva e consiste in una serie di aspirazioni brevi e ripetute attraverso la bocca per estendere l'olio nella cavità orale e ossigenarlo, per meglio percepirne le sue componenti volatili aromatiche.